# Vieillissement d'un matériau
 (octobre 2018).
Si vous disposez d'ouvrages ou d'articles de référence ou si vous connaissez des sites web de qualité traitant du thème abordé ici, merci de compléter l'article en donnant les références utiles à sa vérifiabilité et en les liant à la section « Notes et références ».
En physique de la matière condensée, le vieillissement est le phénomène d’évolution au cours du temps des propriétés de certains matériaux. Ces matériaux sont hors équilibre ; leurs propriétés continuent d'évoluer après leur formation au fur et à mesure qu'ils se rapprochent de l'équilibre : on dit que le système vieillit. Le vieillissement des matériaux polymères implique des réactions chimiques entre les matériaux qui le composent, et avec ceux qui composent l'environnement et en particulier l'eau (ex : eau de mer par exemple source de corrosion de métaux ou de délaminage osmotique de composites fibre de verre- résine polyester  ) et oxygène notamment), via des cinétiques de dégradation (biodégradation parfois) etf diffusion de certaines molécules. Il fait souvent intervenir un activateur (exemple : température, irradiation, agent chimique jouant, par exemple, le rôle d'amorceur radicalaire). Souvent, la cinétique de vieillissement est gouvernée par la diffusion d'un réactif moléculaire, et le matériau est souvent soumis à un état de contrainte (torsion, pression, immersion, érosion...) susceptible à son tour d'influencer les processus chimiques et diffusionnels, et inversement (on parle alors de « couplage » dans le vieillissement).

## Sémantique
Le mot « vieillissement » est la traduction directe du mot anglais aging utilisé pour décrire ces phénomènes. Mais, dans la littérature française, il fait généralement référence à un domaine plus ancien de la physique des matériaux ou de l'ingénierie, qui est l'étude du vieillissement des matériaux à des fins industrielles (évolution au long terme des propriétés des matériaux sous une contrainte d'utilisation, exposition à des facteurs chimiques particuliers et usure du matériau).

## Champ d'étude
La physique de la matière condensée s'intéresse à la dynamique interne du matériau, une propriété intrinsèque du système physique étudié, même si on applique parfois des contraintes externes pour en comprendre les mécanismes sous-jacents et étudier leurs effets. C'est un domaine de la physique fondamentale d'intérêt pour le secteur industriel .
On compte parmi eux de nombreux systèmes de la matière molle et autres exemples de matière amorphe, tels que les verres colloïdaux, les pâtes, mousses et émulsions, tous très présents dans le monde industriel, ainsi que dans la matière dure : verre de spin, verres de polymères et verres structuraux.
La dynamique de vieillissement des matériaux mous vitreux a été très étudiée ces dernières années. Grâce à la rhéologie et la diffusion de lumière dynamique on a observé une relaxation du système qui ralentit avec le temps, des comportements en loi de puissance pour les quantités observées, mais avec tantôt une dynamique diffusive des particules pour certains systèmes, tantôt des particules dont le déplacement moyen augmente proportionnellement avec le temps dans d'autres (comportement dit « balistique »).

## Propriétés de la dynamique de vieillissement
Le vieillissement est un phénomène courant en physique de la matière condensée, dans un grand nombre de systèmes hors équilibre thermodynamique, c'est-à-dire dans un état solide désordonné, aussi dit jammed après abaissement du volume, de la température ou augmentation de la contrainte appliquée au système. Dans cet état (solide désordonné) qui n'est pas à proprement parler une phase thermodynamique, le système a une structure spatiale proche de celle du liquide et ne s'est pas cristallisé lors du passage dans cet état ; il va évoluer en tendant à retrouver un état d'équilibre ; c'est le vieillissement, caractérise par un ensemble de propriétés observables indiquées ci-dessous. 
- un ralentissement de la dynamique interne au système au cours du temps. Par exemple, Struik, en 1977[4], a étudié les propriétés rhéologiques d'un verre de polymères. Dans cette expérience, Struik fait passer de manière abrupte du PVC en dessous de la température vitreuse. Il attend alors un certain temps, appelé « âge de l'échantillon » par la suite, avant d'imposer une déformation constante à l'échantillon grâce à une certaine contrainte. Il apparaît alors que la contrainte nécessaire pour maintenir la déformation constante diminue au cours du temps, elle relaxe avec un temps caractéristique de la relaxation.

- ce temps de relaxation de la contrainte dépend du temps d'attente avant la déformation, ; il augmente donc avec l'âge de l'échantillon, le système mettant de plus en plus de temps à se relaxer quand l'âge de l'échantillon augmente. Cela correspond bien à un ralentissement avec l'âge de la dynamique interne du système. Cette augmentation d'un temps caractéristique de la dynamique interne du système est constitutive du vieillissement quel que soit le système considéré. Ce temps caractéristique peut être par exemple celui de la décroissance d'un facteur de structure pour les systèmes observés par diffusion de lumière, de la relaxation d'un module d'élasticité dans le cas d'expériences de rhéologie...

- l'évolution du temps de relaxation de la dynamique du système obéit à une loi de puissance en fonction de l'âge ; ceci pour tous les systèmes observés. De plus, pour ces expériences lorsqu'on exprime les courbes de relaxation des quantités caractéristiques du système (par exemple le module élastique) en fonction d'une variable normalisée par l'âge, à savoir le temps écoulé depuis la déformation que divise le temps de relaxation, toutes les courbes prises pour différentes valeurs de l'âge et exprimées en fonction de cette variable normalisée se superposent les unes aux autres. La fonction correspondant à ces courbes superposées une fois renormalisées, est appelée « courbe maîtresse ».

Trois propriétés : temps de relaxation croissant avec l'âge du système, dépendance en loi de puissance de ce temps de relaxation en fonction de l'âge, et, finalement, superposition sur une courbe maîtresse de toutes les courbes de relaxation quel que soit l'âge lorsqu'on les exprime en fonction d'une variable normalisée dépendant seulement de l'âge et de l'instant de mesure considéré, sont les caractéristiques d'une dynamique de vieillissement pour un matériau.
La définition du vieillissement à partir de ces trois caractéristiques ne fait référence qu'aux propriétés macroscopiques du système et ne distingue pas entre les différents mécanismes possibles mis en jeu pour expliquer la dynamique de vieillissement. Malgré le grand nombre de systèmes possédant une dynamique interne hors-équilibre, ils vérifient tous cette définition (et donc ces propriétés).

## Exemples typiques de systèmes qui vieillissent
Parmi les dynamique de vieillissement, on peut distinguer les cas de dynamique interne spontanée, et ceux qui nécessitent une sollicitation externe pour induire cette dynamique.

### Exemples de dynamique spontanée
Parmi les systèmes présentant une dynamique spontanée, on compte un grand nombre de systèmes de la matière molle.

## Modélisation du vieillissement
Les mécanismes microscopiques et nanoscopiques des dynamiques de vieillissement sont variés et encore très mal connus. Mais des modèles théoriques permettent d'une part d'expliquer de manière assez complète et convaincante certains résultats expérimentaux, et d'autre part, proposent une image des principes sous-jacents aux vieillissements pour la plupart des systèmes. 
Le modèle dit des « pièges » développé par Bouchaud et Dean (1995-96) adopte une vision dans l'espace des phases (à savoir l'espace dans lequel on regarde l'énergie acquise par le système lorsqu'il se trouve dans une certaine configuration, correspondant à la position des particules les unes par rapport aux autres, ainsi qu'à leurs vitesses) et dans cet espace des phases le système va aller de configurations en configurations voisines en cherchant à augmenter sa stabilité (par exemple à diminuer son énergie). Il explique le vieillissement du système par un paysage d'énergie très complexe fait de puits de profondeur de plus en plus grande dans lesquels le système serait susceptible d'être piégé pendant un temps variable dépendant de la profondeur du puits comparé à celle de ses voisins. De manière simpliste, le système passerait de puits en puits de profondeur de plus en plus grande et y resterait donc piégé un temps de plus en plus grand, ce temps tendant vers des valeurs extrêmes, menant ainsi à un ralentissement progressif de la dynamique interne. Le système se trouverait donc dans l'incapacité d'explorer l'ensemble des configurations possibles et accessibles pour des raisons cinétiques, les temps caractéristiques de piégeage dans un trou d'énergie devenant de plus en plus grands avec l'âge de l'échantillon. Ce modèle simple phénoménologique offre une vision accessible des raisons pour lesquelles un système peut voir sa dynamique interne ralentir au cours du temps. Néanmoins, comme il se place dans l'espace des phases, il n'apporte pas d'information sur la manière dont le système se réarrange et se réordonne dans l'espace réel au cours du temps.
Les modèles de prédiction de durée de vie (jusque'à la rupture ou à la dégradation totale) doivent tenir compte de l'effet combiné (interactions, rétroactions) des réactions chimiques et des contraintes appliquée au matériau.

## Cas particulier du vieillissement sous irradiation
L'irradiation, ultraviolette (sous la lumière solaire ou artificielle) ou par la radioactivité est une source de vieillissement particulière. En France un petit réacteur nucléaire dit Réacteur Jules Horowitz doit être construit à Cadarache par le CEA, dont pour tester la réaction de divers matériaux utilisés dans les réacteurs ou sous irradiation.

## Cas particulier des isolants électriques
Ils sont exposés à des champs électriques, des contraintes thermiques, et souvent à des déformations mécaniques ou électromécanique et parfois à l'ozone (superoxydant) produit par certains moteurs électriques. Analyser, comparer et améliorer les scénarios de vieillissement des isolants organiques (solides ou polymères souple) sous contrainte électrique est un enjeu de sécurité. Une thèse a conclu qu'à cause d'« un souci de simplification, des paramètres pertinents ont été négligés dans la description du vieillissement électrique des polymères; à savoir leur structure hétérogène et la distribution de leurs propriétés ».

## Littérature sur le vieillissement en physique de la matière condensée
C'est une littérature spécialisée, à ce jour plutôt limitée à quelques revues scientifiques spécialisées. Néanmoins, on peut trouver un état de l'art dans les introductions de nombreuses thèses de doctorat françaises sur le sujet et dans certains articles de revues spécialisées, généralement en anglais (voir à titre d'exemple la bibliographie ci-dessous).